# 콜 호커
콜 호커(영어: Cole Hocker, 2001년 6월 6일~)는 미국의 육상 선수로 주 종목은 단거리 달리기와 장거리 달리기이다. 2024년 하계 올림픽 남자 1500m 종목에서 금메달을 획득했고 이 대회에서 올림픽 신기록과 북아메리카 기록을 달성했다. 또한 세계 실내 선수권 대회에서 1500m 은메달 1개를 획득했다.